# Альварес, Марио Альберто
Марио Альберто Альварес (исп. Mario Roberto Álvarez, 14 ноября 1913, Буэнос-Айрес, Аргентина — 5 ноября 2011, там же) — аргентинский архитектор.

## Биография

### Ранние годы
Марио Роберто Альварес Элиссамбуру родился в 1913 году в Буэнос-Айресе, в семье Херонимо Альвареса и Хуаны Элиссамбуру. В 1932 году он поступил в архитектурную школу Университета Буэнос-Айреса, которую закончил в 1936 году с Золотой медалью с отличием. Альварес женился на Хорхелине Ортис де Росас, которая родила ему двоих детей.
Его первым реализованным проектом стало в 1937 году общественное здание для нового медицинского центра частной медицинской группы Сан-Мартин, построенное в Буэнос-Айресе, в его северо-западном пригороде Сан-Мартин. В 1938 году он был удостоен стипендии Ader для обучения на факультете точных наук Университета Буэнос-Айреса, что позволило Альваресу учиться и работать в Бельгии, Франции, Германии, Италии, Нидерландах и Великобритании, где он приобрёл опыт и знания в проектировании различных зданий социального назначения и государственных больниц.

### Карьера
Альварес вернулся в Аргентину в 1939 году, где в 1942 году был назначен директором по архитектуре Авельянеды, важного пригорода Буэнос-Айреса. В 1947 году вместе с коллегами Леонардо Копыловым и Эдуардо Санторо он основал архитектурное бюро MRA, первым крупным проектом которого стал муниципальный театр генерала Сан-Мартина, контракт на строительство которого был заключён в 1954 году. Успешная его реализация в 1960 году позволила MRA взяться и за возведение прилегающего к театру Культурного центра генерала Сан-Мартина, строившегося в период с 1962 по 1970 год. К другим известным проектам Альвареса, реализованным в последующие годы, относятся Подземный туннель Эрнандариас (1969), лабиринтообразные производственные участки оперного театра Колон (1972), штаб-квартира Somisa (государственного сталелитейного концерна) в Буэнос-Айресе (1977), плотина Сальто-Гранде (1979) и многочисленные офисные здания, в том числе пристройка к зданию Фондовой бирже Буэнос-Айреса (1977) и офисы латиноамериканского подразделения IBM (1980). Альварес также стал ведущим дизайнером жилой и гостиничной недвижимости в Пунта-дель-Эсте, уругвайском приморском городе, популярном среди аргентинских отдыхающих. Альварес был принят в Американский институт архитекторов в качестве его почётного члена в 1976 году.
Хотя экономический кризис 1980-х годов и привёл к снижению спроса на работы Альвареса, он на безвозмездной основе трудился над проектом по созданию новых объектов некоммерческого Института Лелуара, реализованным в 1983 году. К наиболее известным строениям Альвареса, построенным в 1980-е годы, относятся здание Чакофи, офисы American Express в Буэнос-Айресе (расположенные напротив площади Сан-Мартин) и отель Costa Galana в Мар-дель-Плате. Экономический подъём в начале 1990-х годов привёл к появлению множества знаковых проектов для MRA, включая новое здание Фондовой биржи Росарио, башню Ле Парк (построенную в 1996 году и являвшуюся самым высоким зданием в Аргентине до 2003 года), отель Hilton в Буэнос-Айресе (1999) и штаб-квартиру компании Microsoft в Латинской Америке (2000), многочисленные роскошные высотные здания в районах Реколета и Палермо.
В 2003 году, когда Альваресу исполнилось 90 лет, его проект реконструкции северного района японского города Осака принёс ему первую премию на соответствующем конкурсе. Строительство новой штаб-квартиры Grupo Financiero Galicia в районе Сан-Николас, над которой работала MRA, вызвало в обществе возмущение из-за требовавшегося для него сноса исторического здания. Альварес, как и в случае с проектом нового отделения Национального банка Аргентины в Росарио в 1983 году, пошёл на компромисс, включив части исторического фасада в стиле бозар в облик нового здания. К другим известным поздним проектам Альвареса относятся новый терминал международного аэропорта Таравелья (Кордова), Торре Аквалина (Росарио), новое здание культурного центра фонда Проа и отель «Барилоче Хилтон», построенный в горной скале. В 2007 году ему было присвоено звание выдающегося гражданина Буэнос-Айреса решением городского законодательного собрания.
Альварес умер в Буэнос-Айресе в 2011 году, за 9 дней до своего 98-летия. Он был похоронен на кладбище Хардин-де-Пас в Пиларе.

## Галерея

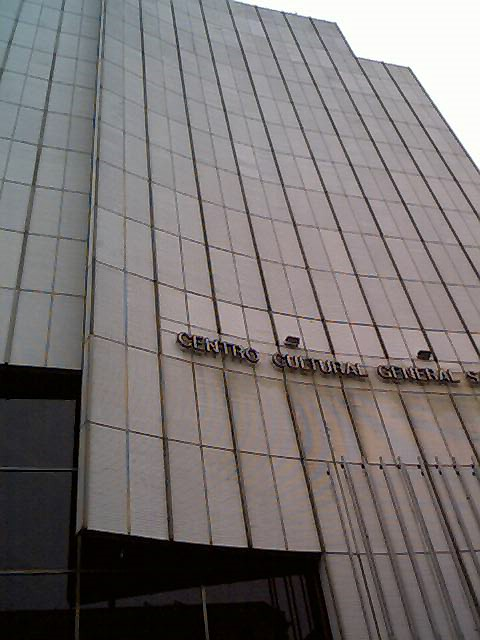
Культурный центр генерала Сан-Мартина
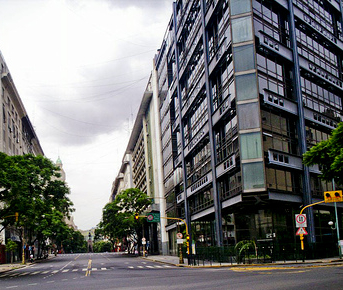
Штаб-квартира Somisa (государственного сталелитейного концерна) в Буэнос-Айресе
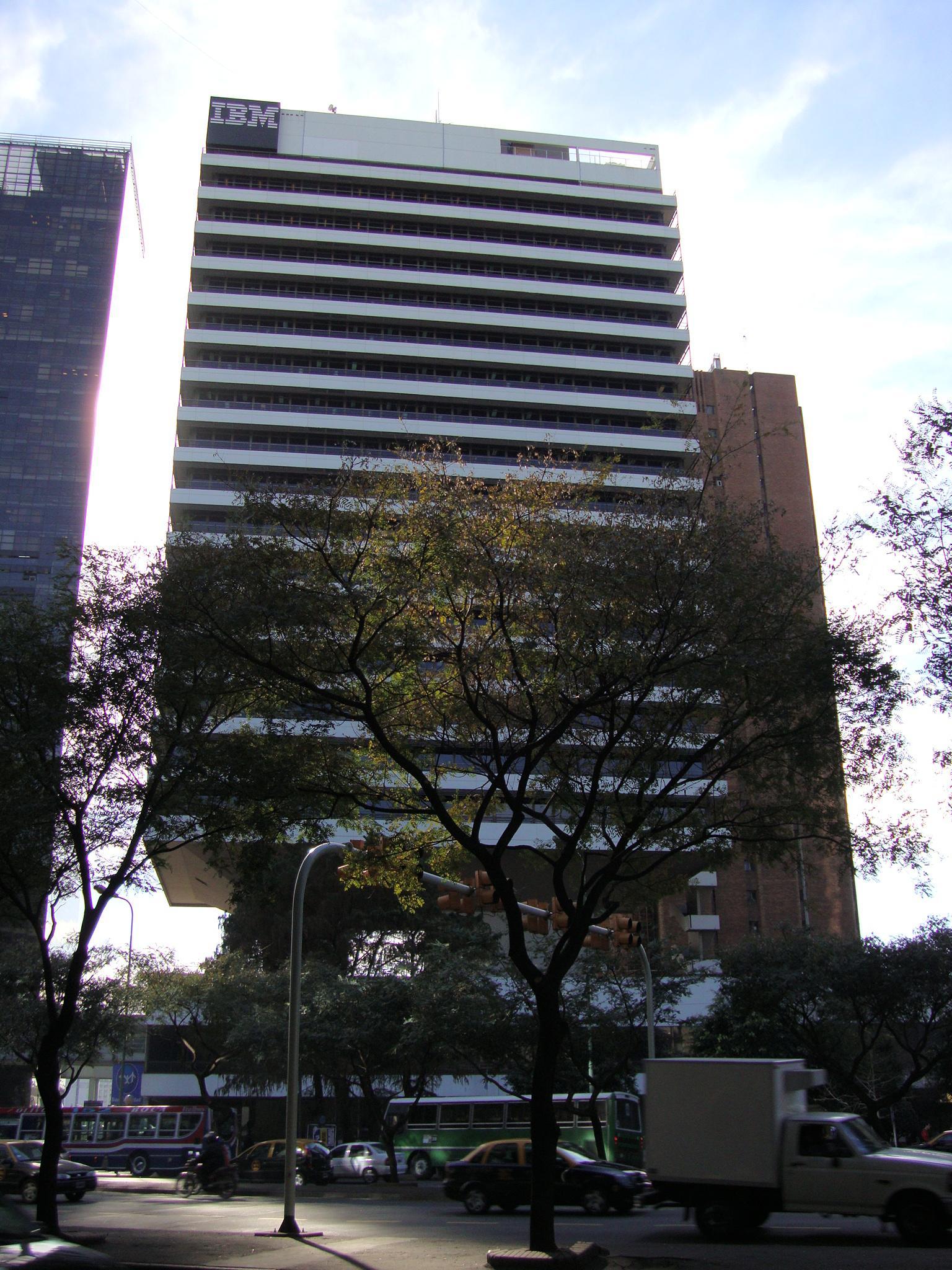
Здание латиноамериканского подразделения IBM
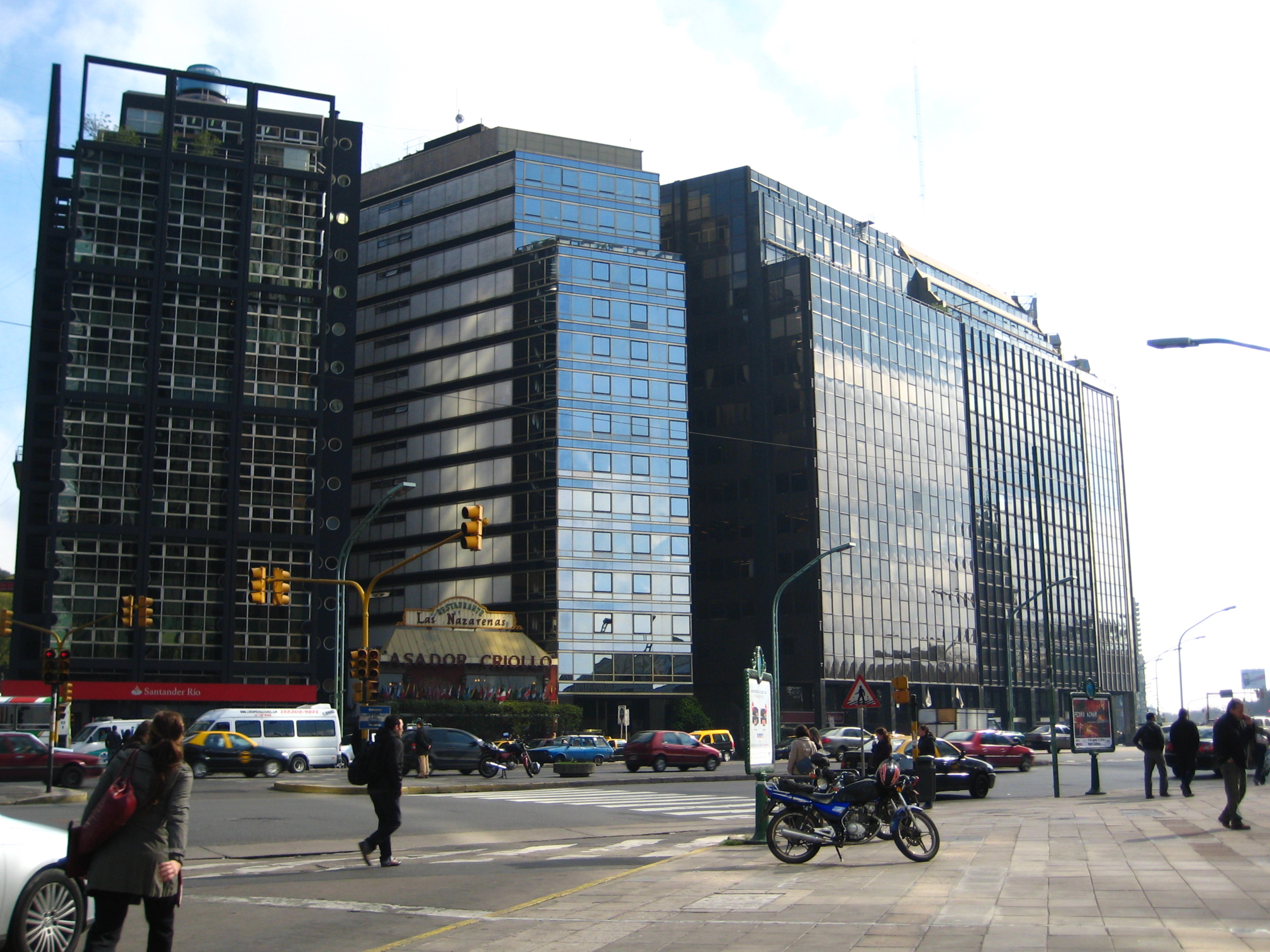
Блок Альвареса (Авенида Леандро Н. Алем)
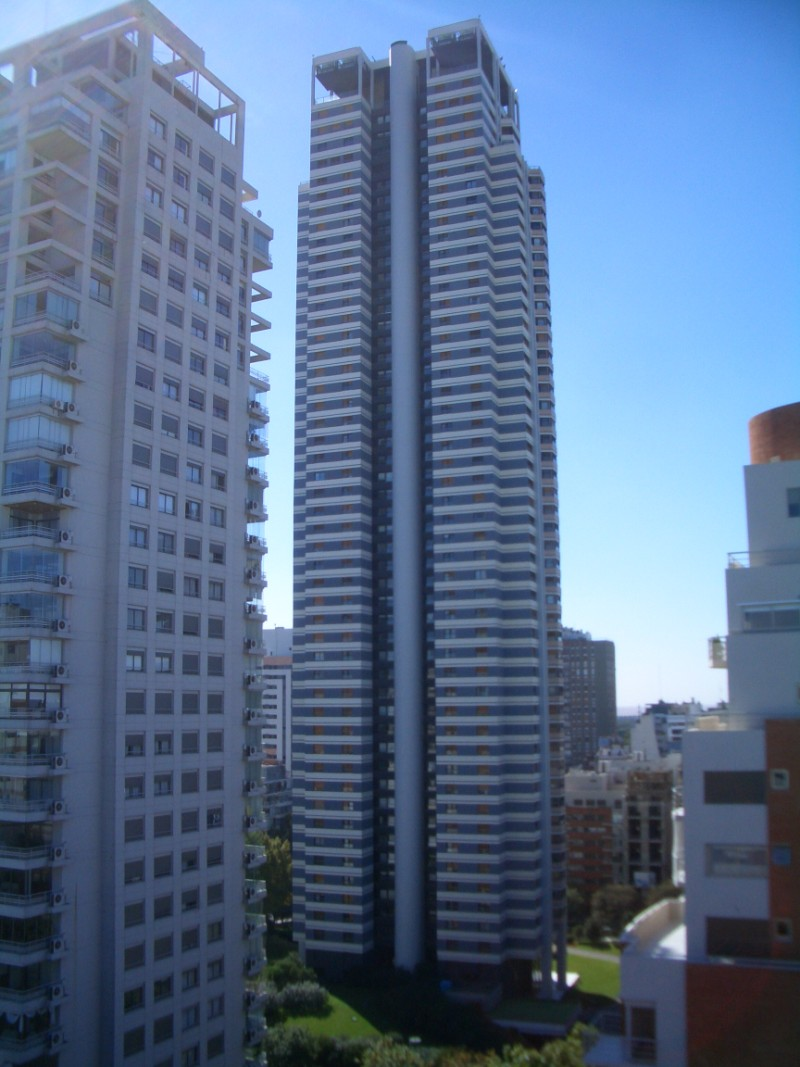
Башня Ле Парк
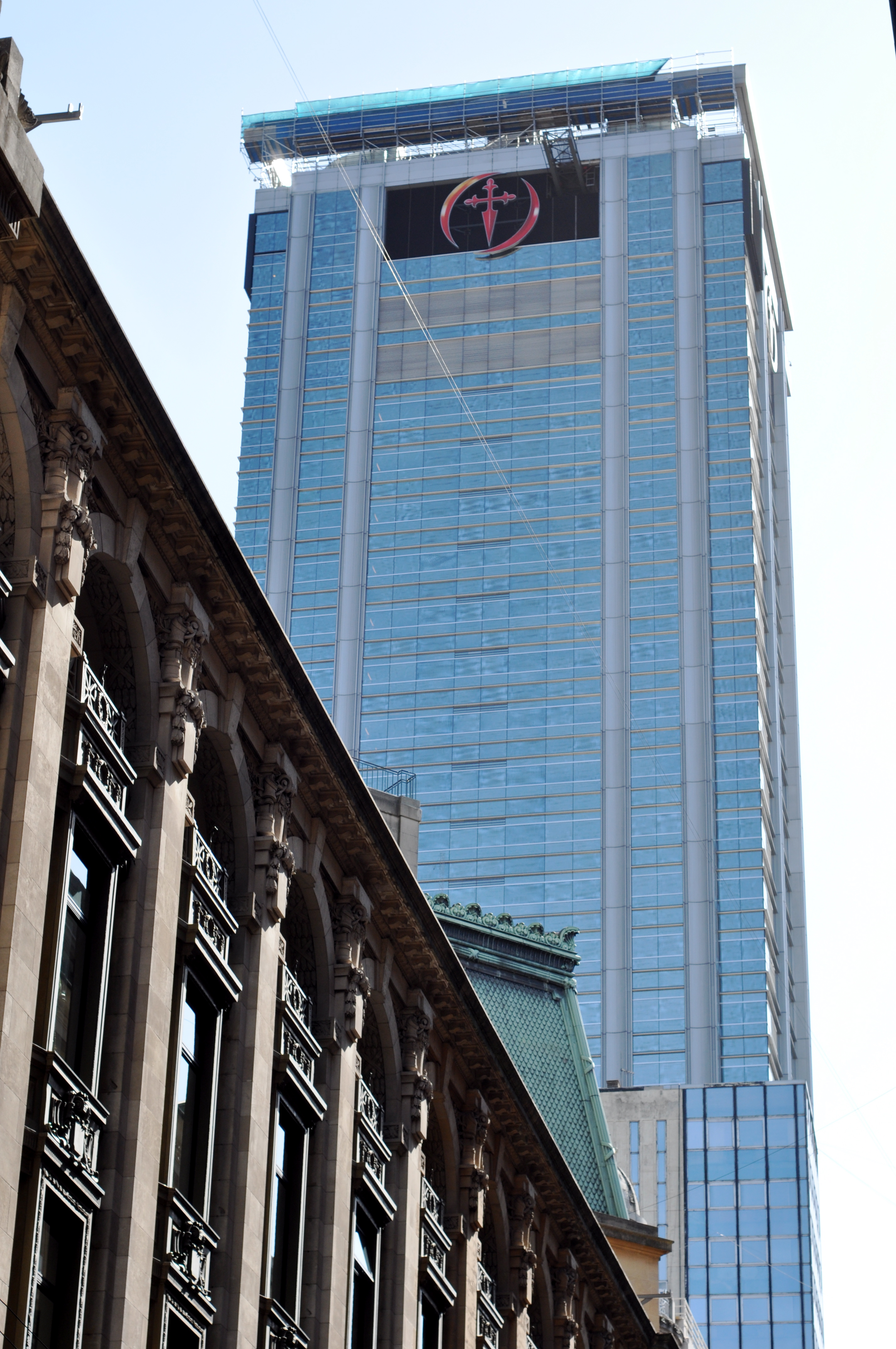
Банк Галисии